# Witold Karolak
Witold Karolak (ur. 19 września 1968 w Łodzi) – polski kompozytor, producent muzyki, aranżer, promotor kultury, autor kompilacji. Właściciel i dyrektor wytwórni Magnetic Records oraz studia nagrań Magnetic Studio.

## Życiorys
Ukończył studia w Akademii Muzycznej im. Grażyny i Kiejsuta Bacewiczów w Łodzi w klasie oboju i kompozycji. Współtwórca i były członek zespołu Tamerlane. W latach 1993–2005 współpracował z Filharmonią Łódzką im. Artura Rubinsteina jako instrumentalista (obój) oraz aranżer i producent muzyczny opraw koncertów muzycznych dla dzieci pt. „Spotkania z nutką”. W 2001 rozpoczął współpracę z wytwórnią Universal Music Polska jako zastępca dyrektora artystycznego. W 2006 roku założył własne wydawnictwo płytowe Magnetic Records z dystrybucją Universal Music Polska. Jest autorem ponad 150 kompilacji, za które kilkukrotnie otrzymywał wyróżnienia w postaci złotych i platynowych płyt.
Współpracował dotąd z wieloma artystami i zespołami polskiej sceny muzycznej, takimi jak: Tamerlane, Alicja Bachleda-Curuś, Michał Żebrowski, Zbigniew Wodecki, Andrzej Cierniewski, Paweł Kukiz, Mieczysław Szcześniak, Reni Jusis, Ryszard Rynkowski, Anita Lipnicka, Beata Kozidrak, Anna Maria – Jopek, Tosteer, Marek Sośnicki, Maciej Starnawski, Bogusław Nowicki, Hi Street, Waldemar Goszcz, Ferid Lakhdar, Anna Serafińska, Sława Przybylska, Małgorzata Kosik, Genowefa Pigwa, Paulla, Ich Troje, Michał Wiśniewski, Dawid Koczy, Anna Szarmach, Marek Napiórkowski, Marcin Nowakowski, Dorota Lanton.
Jako producent albumu Paulli „Nigdy nie mów zawsze” otrzymał platynową płytę.

## Dyskografia i osiągnięcia[17]

### Inne albumy i osiągnięcia
| Tytuł                               | Wykonawca                                                                                        | Rok  | Uwagi | Źródło        |
| ----------------------------------- | ------------------------------------------------------------------------------------------------ | ---- | --- | ------------- |
| Wyliczanki i śpiewanki              | Małgorzata Kosik                                                                                 | 2016 | kompozycja, aranżacja, realizacja, reżyseria dźwięku, produkcja wyd. Magic Records/ Universal Music Polska | [ 18 ]        |
| Kołysanki księżycowe 4              | Małgorzata Kosik                                                                                 | 2016 | kompozycja, aranżacja, realizacja, reżyseria dźwięku, produkcja wyd. Magic Records/ Universal Music Polska | [ 19 ]        |
| Kołysanki dla maluszka 4            | Witold Karolak                                                                                   | 2016 | kompozycja, aranżacja, realizacja, reżyseria dźwięku, produkcja wyd. Magic Records/ Universal Music Polska | [ 20 ]        |
| Kołysanki księżycowe 3              | Małgorzata Kosik                                                                                 | 2016 | kompozycja, aranżacja, teksty, realizacja, reżyseria dźwięku, produkcja wyd. Magic Records/ Universal Music Polska |               |
| Kołysanki dla maluszka 3            | Witold Karolak                                                                                   | 2016 | kompozycja, aranżacja, realizacja, reżyseria dźwięku, produkcja wyd. Magic Records/ Universal Music Polska | [ 21 ]        |
| Dzieciaki i zwierzaki               | Małgorzata Kosik                                                                                 | 2016 | kompozycja, aranżacja, realizacja, reżyseria dźwięku, produkcja wyd. Magic Records/ Universal Music Polska | [ 22 ]        |
| Noc i dzień (singel)                | Michał Szyc                                                                                      | 2015 | aranżacja, produkcja singiel, wyd. MAG 1 miejsce listy przebojów Radia Zet | [ 24 ] [ 25 ] |
| Przepraszam (singel)                | Michał Szyc                                                                                      | 2015 | aranżacja, produkcja singiel, wyd. MAG | [ 26 ]        |
| Bajki Małgosi 2                     | Małgorzata Kosik                                                                                 | 2015 | słuchowisko muzyczne:kompozycja, aranżacja, realizacja, reżyseria dźwięku, produkcja wyd. Magic Records/ Universal Music Polska                                                                                       | [ 27 ]        |
| Bajki Małgosi                       | Małgorzata Kosik                                                                                 | 2015 | słuchowisko muzyczne:kompozycja, aranżacja, realizacja, reżyseria dźwięku, produkcja wyd. Magic Records/ Universal Music Polska                                                                                       | [ 27 ] [ 28 ] |
| Paper thin hotel (singel)           | Michał Szyc                                                                                      | 2014 | singiel promujący kompilację "We love you mr. Cohen 2": aranżacja, produkcja | [ 29 ]        |
| Kołysanki księżycowe 2              | Małgorzata Kosik                                                                                 | 2014 | kompozycja, aranżacja, realizacja, reżyseria dźwięku, produkcja wyd. Magic Records/ Universal Music Polska | [ 30 ]        |
| Kołysanki dla maluszka 2            | Witold Karolak                                                                                   | 2014 | kompozycja, aranżacja, realizacja, reżyseria dźwięku, produkcja wyd. Magic Records/ Universal Music Polska | [ 31 ]        |
| Wyliczanki i skakanki               | różni wykonawcy                                                                                  | 2014 | aranżacja, realizacja, produkcja wyd. Polskie Nagrania | [ 32 ]        |
| Z miłością dla dziecka              | różni wykonawcy                                                                                  | 2014 | aranżacja, realizacja, produkcja CD wyd. Polskie Nagrania | [ 33 ]        |
| Kołysanki dla maluszka              | Witold Karolak                                                                                   | 2013 | kompozycja, aranżacja, realizacja, reżyseria dźwięku, produkcja wyd. Magic Records/ Universal Music Polska | [ 34 ]        |
| Alexandra leaving (singel)          | Michał Szyc                                                                                      | 2013 | aranżacja, produkcja Singiel promujący kompilację „We love you mr. Cohen” wyd. Universal Music Polska. | [ 35 ]        |
| Kołysanki księżycowe                | Małgorzata Kosik                                                                                 | 2011 | aranżacja, realizacja, produkcja CD wyd. Universal Music Polska | [ 37 ]        |
| Voyage d’ Amour                     | El Avangarde                                                                                     | 2010 | współprodukcja utwór promujący kompilację „El tango emocion” wyd. Magic Records | [ 38 ]        |
| Za Tobą iść                         | Andrzej Cierniewski                                                                              | 2009 | kompozycja, aranżacja CD wyd. Universal Music Polska | [ 39 ]        |
| My place                            | Dorothee Lanton                                                                                  | 2009 | aranżacja, produkcja Singiel promujący kompilację „Weekend in Paris” (wyd. Universal Music Polska): | [ 40 ]        |
| Nigdy nie mów zawsze                | Paulla                                                                                           | 2008 | aranżacja, produkcja, realizacja. CD, wydawnictwo Universal Music Polska. Płyta uzyskała status platynowej płyty. | [ 41 ]        |
| Kolęda dla ciebie                   | Paulla                                                                                           | 2007 | aranżacja, produkcja, realizacja Piosenka z kompilacji Radia RMF FM pt. „Najlepsza muzyka po polsku” wyd. Universal Music Polska                                                                                      | [ 42 ]        |
| Zygzaki                             | różni wykonawcy                                                                                  | 2006 | kompozycja, aranżacja, produkcja, realizacja CD z piosenkami dla dzieci z programu TVP 1 „Zygzaki” wyd. Sony BMG | [ 43 ]        |
| Spooko Panie Wiśniewski             | Michał Wiśniewski                                                                                | 2003 | aranżacja, produkcja Płyta sprzedana w nakładzie 1 100 000 egz. wyd. Universal Music Polska/ Fakt | [ 44 ]        |
| Jestem jaki jestem                  | Michał Wiśniewski                                                                                | 2003 | produkcja Oprawa muzyczna reality show „Jestem jaki jestem” z udziałem Michała Wiśniewskiego. |               |
| Drzwi do kariery                    | Maciej Starnawski, Paula Ignasiak, Dawidy Koczy                                                  | 2003 | kompozycja, aranżacja, produkcja piosenek: „Tylko ty” (Dawid Koczy), To tylko miłość (Paula Ignasiak), „Nie takich gór” (Maciej Starnawski) z płyty „Maciej Starnawski- Drzwi do kariery” wyd. Universal Music Polska | [ 45 ]        |
| Albo on albo ja                     | Andrzej Cierniewski                                                                              | 2002 | kompozycje, aranżacje, produkcja CD wyd. Universal Music Polska | [ 46 ]        |
| Magia świąt (Święta przez cały rok) | Zbigniew Wodecki, Cezary Klimczak                                                                | 2002 | Kompozycja, aranżacja Singiel świąteczny „Magia Świąt” wyd. Sony Music Polska | [ 47 ]        |
| 1.2.3. Śpiewaj ty                   | różni wykonawcy                                                                                  | 2002 | kompozycja, aranżacja CD z piosenkami dla dzieci, wyd. XXL Grupa Medialna | [ 48 ]        |
| Klimat                              | Alicja Bachleda-Curuś                                                                            | 2001 | kompozycja, aranżacja Singiel, wyd. Universal Music Polska | [ 49 ]        |
| Nie pytaj, nie pytaj mnie           | Alicja Bachleda-Curuś                                                                            | 2001 | kompozycja, aranżacja Singiel wyd. Universal Music Polska | [ 50 ]        |
| Klimat                              | Alicja Bachleda-Curuś                                                                            | 2001 | kompozycja, aranżacja CD. wyd. Universal Music Polska | [ 51 ]        |
| Bajeczny uśmiech twój               | Michał Żebrowski                                                                                 | 2001 | kompozycja, aranżacja Piosenka z płyty „Poczytaj mi tato 2" | [ 47 ]        |
| Panie Ciebie nam trzeba             | Andrzej Cierniewski                                                                              | 2001 | aranżacja Singiel z kompilacji „Posypało śniegiem” wyd. Polskie Radio | [ 53 ]        |
| Pieśni ojczyźniane                  | Paweł Kukiz i Piersi                                                                             | 1999 | kompozycja, aranżacja Piosenka „Żywot staruszka” z płyty „Pieśni Ojczyźniane”. Piosenka kampanii promocyjnej Funduszu Alianz                                                                                          | [ 54 ]        |
| Białe święta                        | różni wykonawcy                                                                                  | 1999 | kompozycja, aranżacja Singiel Radia Kolor |               |
| Jeśli tylko tego chcesz             | Mieczysław Szcześniak, Beata Kozidrak, Reni Jusis, Hi- Street, Ryszard Rynkowski, Anita Lipnicka | 1999 | kompozycja, aranżacja Singiel, wyd. Pomaton EMI | [ 47 ]        |
| Smerfy na rowerach                  | Smerfy                                                                                           | 1998 | kompozycja, aranżacja Piosenka z płyty: „Smerfne hity vol. 4" wyd. Pomaton EMI | [ 56 ]        |
| Hi Street                           | Hi Street                                                                                        | 1998 | kompozycja, aranżacja CD, wyd. Pomaton EMI | [ 57 ]        |
| Ostatnie takie lato                 | Hi Street                                                                                        | 1998 | kompozycja, aranżacja Singiel „Ostatnie takie lato” wyd. Kompania Muzyczn Pomaton | [ 58 ]        |
| Dynamit                             | Hi Street                                                                                        | 1998 | kompozycja, aranżacja Singiel z kompilacji „Po gorącym dniu” wyd. Pomaton EMI | [ 59 ]        |
| Gdy czujesz życia rytm              | Hi Street                                                                                        | 1998 | kompozycja, aranżacjakompozycja, aranżacja Singiel, wyd. Pomaton EMI | [ 60 ]        |
| Ale cyrk                            | Genowefa Pigwa                                                                                   | 1997 | kompozycja, aranżacja, produkcja CD. Wydawnictwo Music Voice | [ 61 ]        |
| Już nie ma dzikich plaż             | Marek „Tamerlane” Sośnicki                                                                       | 1996 | aranżacja Singiel nagrany z udziałem saksofonisty Tomasza Szukalskiego. Wyd. Logan | [ 62 ]        |
| Two Children                        | Tamerlane                                                                                        | 1994 | kompozycja. Kilp do piosenki (reż. M. Dejczer, zdj. P. Edelman) promował akcję charytatywną organizowaną we współpracy z Ministerstwem Kultury i Sztuki oraz Programem TVP                                            | [ 47 ]        |
| Do M                                | Tamerlane                                                                                        | 1993 | kompozycja Piosenka wraz z teledyskiem (zdjęcia: Artur Reinhart) dwukrotnie wygrała plebiscyt „Muzyczna Jedynka” i znalazła się na kompilacji „Muzyczna Jedynka 93"                                                   |               |
| Noc nadziei                         | Marek "Tamerlane" Sośnicki, chór Alla Polacca, Sinfonia Varsovia, dyrygent: Zdzisław Szostak     | 1993 | kompozycja, orkiestracja, produkcja Piosenka nagrana z okazji 50 – lecia UNICEF | [ 63 ]        |
| 14th century soul                   | Tamerlane                                                                                        | 1991 | kompozycja, aranżacja CD. wyd. D’ART | [ 64 ]        |
| I’m a liar                          | Tamerlane                                                                                        | 1991 | kompozycja, aranżacja Piosenka do filmu „Papierowe małżeństwo” (reż. Krzysztof Lang) Teledysk nominowany do nagrody Bursztynowy Słowik za teledysk roku 1991 na Sopot Festival 1991.                                  | [ 47 ]        |
| Rivers apart                        | Tamerlane                                                                                        | 1991 | kompozycja, aranżacja, produkcja Piosenka otrzymała Nagrodę Dziennikarzy Sopot Festival 1990 oraz doszła do 3 miejsca Listy Przebojów Programu 3 Polskiego Radia                                                      | [ 47 ]        |
| Up to us                            | Tamerlane                                                                                        | 1990 | kompozycja, aranżacja. Nagroda festiwalu Opole 1990 – „Karolinka” za debiut. | [ 67 ]        |
| Burza                               | różni wykonawcy                                                                                  | 1990 | kompozycja, aranżacja, produkcja muzyki do baletu "Burza" wg sztuki Williama Szekspira dla Teatru Jaracza w Łodzi. |               |
| Pchła Szachrajka                    | różni wykonawcy                                                                                  | 1990 | kompozycja, aranżacja i produkcja muzyki do spektaklu dla dzieci „Pchła Szachrajka” dla Filharmonii im. A. Rubinsteina w Łodzi                                                                                        |               |